# Ordynskoje
Ordynskoje – osiedle typu miejskiego w Rosji, w obwodzie nowosybirskikm. W 2009 liczyło 10 780 mieszkańców.